# Lekkoatletyka na Letnich Igrzyskach Olimpijskich 2024 – bieg na 100 m kobiet
Bieg na 100 m kobiet podczas XXXIII Letnich Igrzysk Olimpijskich w Paryżu odbył się w dniach 2-3 sierpnia 2024. Do rywalizacji przystąpiło 91 sportowców z 73 krajów. Areną zawodów był Stade de France. Mistrzynią olimpijską została reprezentantka Saint Lucii Julien Alfred, wicemistrzynią Amerykanka Sha'Carri Richardson, a brąz zdobyła jej rodaczka Melissa Jefferson.
Był to XXIII olimpijski konkurs w biegu na 100 m kobiet.

## Terminarz
godziny zostały podane w czasie CEST
| Data            | Godzina rozpoczęcia |            |
| Data            | UTC+09:00           |            |
| --------------- | ------------------- | ---------- |
| 2 sierpnia 2024 | 10:00               | eliminacje |
| 2 sierpnia 2024 | 11:50               | runda I    |
| 3 sierpnia 2024 | 19:00               | półfinał   |
| 3 sierpnia 2024 | 21:20               | finał      |

## System rozgrywek
W eliminacjach wystartowali sportowcy niespełniający standardów kwalifikacyjnych na igrzyska (tj. zgłoszeni z miejsc uniwersalnych i indywidualnie zaproszeni przez MKOl). W ramach eliminacji odbyły się 4 biegi po 9 zawodniczek, z których kwalifikacje uzyskiwały trzy pierwsze biegaczki oraz pięć z najlepszym czasem z pozostałych miejsc.
W rundzie I odbyło się 8 biegów po 9 zawodniczek, z których awans wywalczyły trzy pierwsze biegaczki oraz trzy najszybsze zawodniczki z dalszych miejsc ze wszystkich biegów.
W półfinałach odbyły się 3 biegi po 9 zawodniczek. Do finału awansowało po dwie najlepsze biegaczki z każdego biegu oraz dwie najszybsze zawodniczki z dalszych miejsc ze wszystkich biegów.
W finale wystartowało 8 finalistek.

## Rekordy
Przed rozpoczęciem zawodów aktualny rekord świata i rekord olimpijski były następujące:
| WR | Florence Griffith-Joyner | 10.49 | Indianapolis | 16 lipca 1988 |
| OR | Elaine Thompson-Herah    | 10.61 | Tokio        | 31 lipca 2021 |

## Wyniki

### Eliminacje

#### Bieg 1
| Pozycja | Tor | Zawodniczka           | Państwo          | Czas           | Uwagi |
| ------- | --- | --------------------- | ---------------- | -------------- | ----- |
| 1       | 4   | Natacha Ngoye         | Kongo            | 11.34          | Q     |
| 2       | 5   | Alessandra Gasparelli | San Marino       | 11.62          | Q     |
| 3       | 8   | Xenia Hiebert         | Paragwaj         | 11.77          | Q     |
| 4       | 3   | Valentina Meredova    | Turkmenistan     | 12.01          | Q,    |
| 5       | 9   | Samira Awali Boubacar | Niger            | 12.06          | PB    |
| 6       | 2   | Silina Pha Aphay      | Laos             | 12.45          | SB    |
| 7       | 6   | Sydney Francisco      | Palau            | 13.15          |       |
| 8       | 7   | Salam Bouha Ahamdy    | Mauretania       | 13.71          | PB    |
|         | 1   | Lucia Morris          | Sudan Południowy | DNF            |       |
|         |     |                       |                  | Wiatr: 0.0 m/s |       |

#### Bieg 2
| Pozycja | Tor | Zawodniczka            | Państwo                      | Czas           | Uwagi |
| ------- | --- | ---------------------- | ---------------------------- | -------------- | ----- |
| 1       | 7   | Trần Thị Nhi Yến       | Wietnam                      | 11.81          | Q     |
| 2       | 6   | Halle Hazzard          | Grenada                      | 11.88          | Q     |
| 3       | 4   | Zhang Bo-ya            | Chińskie Tajpej              | 11.99          | Q     |
| 4       | 5   | Regine Tugade-Watson   | Guam                         | 12.02          | Q     |
| 5       | 2   | Lika Kharchilava       | Gruzja                       | 12.37          |       |
| 6       | 9   | Faiqa Riaz             | Pakistan                     | 12.49          | PB    |
| 7       | 8   | Mazoon Al-Alawi        | Oman                         | 12.58          | SB    |
| 8       | 3   | Filomenaleonisa Iakopo | Samoa Amerykańskie           | 12.78          | NR    |
| 9       | 1   | Mariam Kareem          | Zjednoczone Emiraty Arabskie | 13.26          | PB    |
|         |     |                        |                              | Wiatr: 0.0 m/s |       |

#### Bieg 3
| Pozycja | Tor | Zawodniczka        | Państwo                           | Czas            | Uwagi |
| ------- | --- | ------------------ | --------------------------------- | --------------- | ----- |
| 1       | 9   | Gorete Semedo      | Wyspy Świętego Tomasza i Książęca | 11.44           | Q     |
| 2       | 6   | Guadalupe Torrez   | Boliwia                           | 11.60           | Q     |
| 3       | 2   | Leonie Beu         | Papua-Nowa Gwinea                 | 11.63           | Q,    |
| 4       | 1   | María Carmona      | Nikaragua                         | 11.88           | Q,    |
| 5       | 7   | Safiatou Acquaviva | Gwinea                            | 11.97           | Q,    |
| 6       | 5   | Chloe David        | Vanuatu                           | 12.44           | PB    |
| 7       | 3   | Shahd Ashraf       | Katar                             | 12.53           | PB    |
| 8       | 4   | Alisar Youssef     | Syria                             | 12.93           | PB    |
| 9       | 8   | Kimia Yousofi      | Afganistan                        | 13.42           |       |
|         |     |                    |                                   | Wiatr: +1.1 m/s |       |

#### Bieg 4
| Pozycja | Tor | Zawodniczka             | Państwo             | Czas            | Uwagi |
| ------- | --- | ----------------------- | ------------------- | --------------- | ----- |
| 1       | 9   | Zahria Allers-Liburd    | Saint Kitts i Nevis | 11.73           | Q     |
| 2       | 8   | Asimenye Simwaka        | Malawi              | 11.78           | Q     |
| 3       | 6   | Mariandrée Chacón       | Gwatemala           | 11.90           | Q     |
| 4       | 1   | Georgiana Sesay         | Sierra Leone        | 11.99           | Q     |
| 5       | 5   | Naomi Akakpo            | Togo                | 12.34           | PB    |
| 6       | 7   | Marie-Charlotte Gastaud | Monako              | 12.41           | PB    |
| 7       | 2   | Sefora Ada Eto          | Gwinea Równikowa    | 13.63           | PB    |
| 8       | 4   | Temalini Manatoa        | Tuvalu              | 14.04           | PB    |
| 9       | 3   | Sharon Firisua          | Wyspy Salomona      | 14.31           | PB    |
|         |     |                         |                     | Wiatr: +0.2 m/s |       |

### I runda

#### Bieg 1
| Pozycja | Tor | Zawodniczka            | Państwo           | Czas            | Uwagi |
| ------- | --- | ---------------------- | ----------------- | --------------- | ----- |
| 1       | 6   | Sha'Carri Richardson   | Stany Zjednoczone | 10.94           | Q     |
| 2       | 8   | Patrizia Van Der Weken | Luksemburg        | 11.14           | Q     |
| 3       | 7   | Bree Masters           | Australia         | 11.26           | Q,    |
| 4       | 5   | Jacqueline Madogo      | Kanada            | 11.27           |       |
| 5       | 3   | Lorène Bazolo          | Portugalia        | 11.38           |       |
| 6       | 9   | Tristan Evelyn         | Barbados          | 11.55           |       |
| 7       | 4   | Trần Thị Nhi Yến       | Wietnam           | 11.79           |       |
| 8       | 1   | Asimenye Simwaka       | Malawi            | 11.91           |       |
| 9       | 2   | Thelma Davies          | Liberia           | 12.05           |       |
|         |     |                        |                   | Wiatr: +0.1 m/s |       |

#### Bieg 2
| Pozycja | Tor | Zawodniczka           | Państwo                           | Czas            | Uwagi |
| ------- | --- | --------------------- | --------------------------------- | --------------- | ----- |
| 1       | 9   | Julien Alfred         | Saint Lucia                       | 10.95           | Q     |
| 2       | 6   | Zoe Hobbs             | Nowa Zelandia                     | 11.08           | Q,    |
| 3       | 2   | Zaynab Dosso          | Włochy                            | 11.30           | Q     |
| 4       | 4   | Michelle-Lee Ahye     | Trynidad i Tobago                 | 11.33           |       |
| 5       | 8   | Yunisleidy García     | Kuba                              | 11.37           |       |
| 6       | 1   | Gorete Semedo         | Wyspy Świętego Tomasza i Książęca | 11.43           |       |
| 7       | 5   | Olivia Fotopoulou     | Cypr                              | 11.50           |       |
| 8       | 7   | Destiny Smith-Barnett | Liberia                           | 11.99           |       |
| 9       | 3   | Georgiana Sesay       | Sierra Leone                      | 12.15           |       |
|         |     |                       |                                   | Wiatr: -0.8 m/s |       |

#### Bieg 3
| Pozycja | Tor | Zawodniczka           | Państwo           | Czas            | Uwagi |
| ------- | --- | --------------------- | ----------------- | --------------- | ----- |
| 1       | 3   | Daryll Neita          | Wielka Brytania   | 10.92           | Q,    |
| 2       | 9   | Melissa Jefferson     | Stany Zjednoczone | 10.96           | Q     |
| 3       | 4   | Boglárka Takács       | Węgry             | 11.10           | Q,    |
| 4       | 5   | Karolína Maňasová     | Czechy            | 11.11           | q,    |
| 5       | 1   | Gémima Joseph         | Francja           | 11.13           |       |
| 6       | 6   | Ella Connolly         | Australia         | 11.29           |       |
| 7       | 8   | Magdalena Stefanowicz | Polska            | 11.47           |       |
| 8       | 2   | Guadalupe Torrez      | Boliwia           | 11.68           |       |
| 9       | 7   | Zhang Bo-ya           | Chińskie Tajpej   | 11.88           | SB    |
|         |     |                       |                   | Wiatr: +1.5 m/s |       |

#### Bieg 4
| Pozycja | Tor | Zawodniczka           | Państwo                  | Czas            | Uwagi |
| ------- | --- | --------------------- | ------------------------ | --------------- | ----- |
| 1       | 4   | Audrey Leduc          | Kanada                   | 10.95           | Q,    |
| 2       | 8   | Tia Clayton           | Jamajka                  | 11.00           | Q     |
| 3       | 1   | Imani Lansiquot       | Wielka Brytania          | 11.10           | Q     |
| 4       | 6   | Maboundou Koné        | Wybrzeże Kości Słoniowej | 11.17           | =     |
| 5       | 5   | Julia Henriksson      | Szwecja                  | 11.26           |       |
| 6       | 9   | Ge Manqi              | Chiny                    | 11.45           |       |
| 7       | 2   | Alessandra Gasparelli | San Marino               | 11.54           | NR    |
| 8       | 3   | Vitória Cristina Rosa | Brazylia                 | 12.02           |       |
| 9       | 7   | Safiatou Acquaviva    | Gwinea                   | 12.07           |       |
|         |     |                       |                          | Wiatr: +1.2 m/s |       |

#### Bieg 5
| Pozycja | Tor | Zawodniczka          | Państwo           | Czas            | Uwagi |
| ------- | --- | -------------------- | ----------------- | --------------- | ----- |
| 1       | 3   | Ewa Swoboda          | Polska            | 10.99           | Q,    |
| 2       | 2   | Dina Asher-Smith     | Wielka Brytania   | 11.01           | Q     |
| 3       | 5   | Rosemary Chukwuma    | Nigeria           | 11.26           | Q     |
| 4       | 6   | Ana Carolina Azevedo | Brazylia          | 11.32           |       |
| 5       | 7   | Géraldine Frey       | Szwajcaria        | 11.34           |       |
| 6       | 4   | Ángela Tenorio       | Ekwador           | 11.35           |       |
| 7       | 8   | Farzaneh Fasihi      | Iran              | 11.51           |       |
| 8       | 1   | Leonie Beu           | Papua-Nowa Gwinea | 11.73           |       |
| 9       | 9   | Mariandrée Chacón    | Gwatemala         | 12.06           |       |
|         |     |                      |                   | Wiatr: +1.0 m/s |       |

#### Bieg 6
| Pozycja | Tor | Zawodniczka          | Państwo             | Czas            | Uwagi |
| ------- | --- | -------------------- | ------------------- | --------------- | ----- |
| 1       | 5   | Twanisha Terry       | Stany Zjednoczone   | 11.15           | Q     |
| 2       | 3   | Shashalee Forbes     | Jamajka             | 11.19           | Q     |
| 3       | 4   | Leah Bertrand        | Trynidad i Tobago   | 11.27           | Q     |
| 4       | 1   | Salomé Kora          | Szwajcaria          | 11.35           |       |
| 5       | 6   | Cecilia Tamayo-Garza | Meksyk              | 11.39           |       |
| 6       | 8   | Viktória Forster     | Słowacja            | 11.44           | SB    |
| 7       | 7   | Lotta Kemppinen      | Finlandia           | 11.56           |       |
| 8       | 2   | Zahria Allers-Liburd | Saint Kitts i Nevis | 11.89           |       |
| 9       | 9   | María Carmona        | Nikaragua           | 12.00           |       |
|         |     |                      |                     | Wiatr: -0.4 m/s |       |

#### Bieg 7

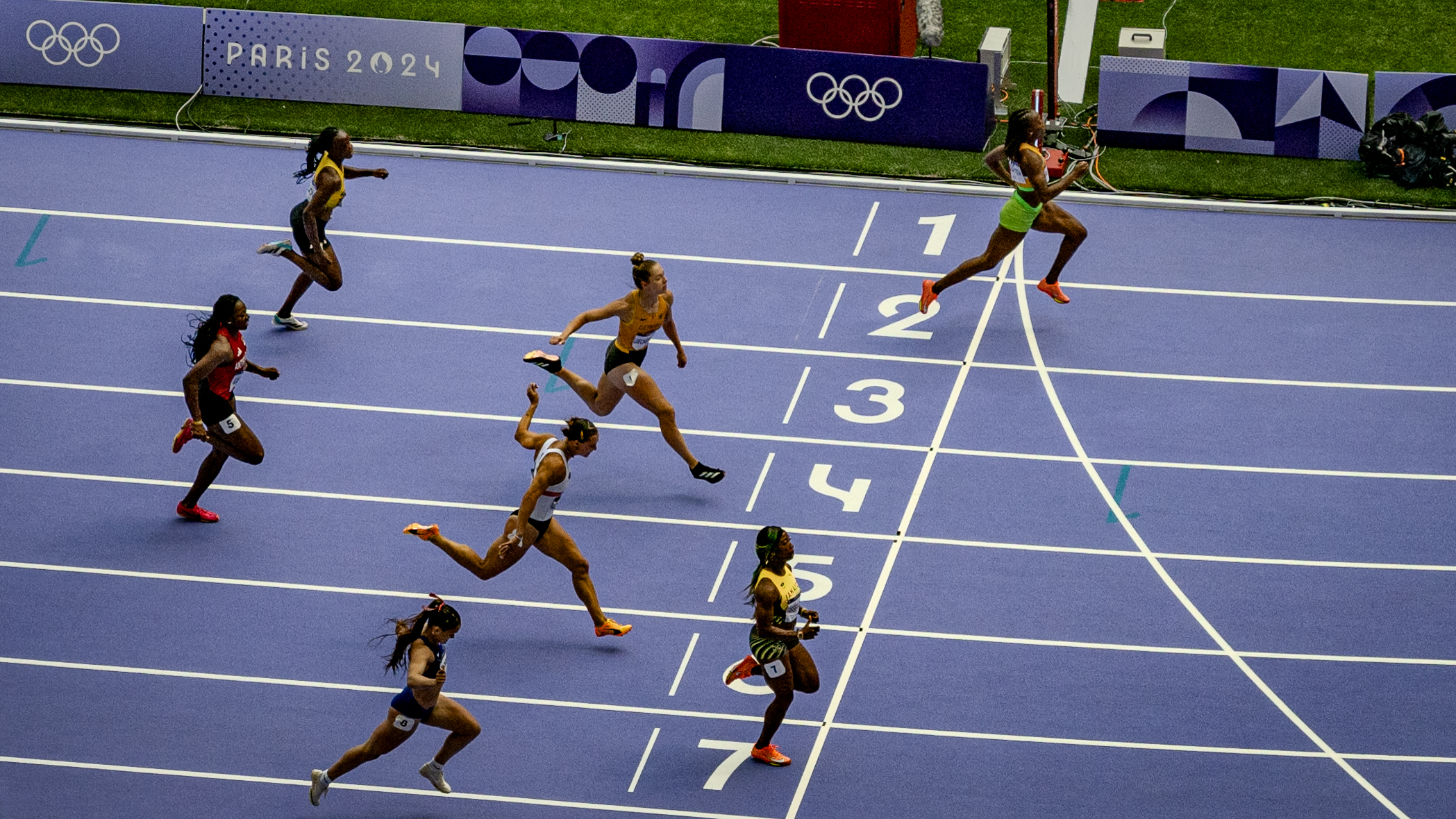
Bieg 8

| Pozycja | Tor | Zawodniczka             | Państwo    | Czas            | Uwagi |
| ------- | --- | ----------------------- | ---------- | --------------- | ----- |
| 1       | 1   | Gina Bass-Bittaye       | Gambia     | 11.01           | Q     |
| 2       | 4   | Mujinga Kambundji       | Szwajcaria | 11.05           | Q     |
| 3       | 6   | Delphine Nkansa         | Belgia     | 11.20           | Q, =  |
| 4       | 5   | Polyniki Emmanouilidou  | Grecja     | 11.25           |       |
| 5       | 7   | Rebekka Haase           | Niemcy     | 11.28           |       |
| 6       | 3   | Tima Seikeseye Godbless | Nigeria    | 11.33           |       |
| 7       | 8   | Shanti Veronica Pereira | Singapur   | 11.63           |       |
| 8       | 2   | Halle Hazzard           | Grenada    | 11.70           |       |
| 9       | 9   | Xenia Hiebert           | Paragwaj   | 11.82           |       |
|         |     |                         |            | Wiatr: -0.2 m/s |       |

#### Bieg 8
| Pozycja | Tor | Zawodniczka              | Państwo                  | Czas            | Uwagi |
| ------- | --- | ------------------------ | ------------------------ | --------------- | ----- |
| 1       | 2   | Marie-Josée Ta Lou-Smith | Wybrzeże Kości Słoniowej | 10.87           | Q,    |
| 2       | 7   | Shelly-Ann Fraser-Pryce  | Jamajka                  | 10.92           | Q     |
| 3       | 4   | Gina Lückenkemper        | Niemcy                   | 11.08           | Q     |
| 4       | 6   | Rani Rosius              | Belgia                   | 11.10           | q,    |
| 5       | 8   | Gladymar Torres          | Portoryko                | 11.12           | q,    |
| 6       | 3   | Natacha Ngoye            | Kongo                    | 11.36           |       |
| 7       | 5   | Joella Lloyd             | Antyle Holenderskie      | 11.37           |       |
| 8       | 1   | Regine Tugade-Watson     | Guam                     | 11.87           |       |
| 9       | 9   | Valentina Meredova       | Turkmenistan             | 11.95           | SB    |
|         |     |                          |                          | Wiatr: +0.8 m/s |       |

### Półfinały

#### Bieg 1
| Pozycja | Tor | Zawodniczka              | Państwo                  | Czas            | Uwagi |
| ------- | --- | ------------------------ | ------------------------ | --------------- | ----- |
| 1       | 4   | Melissa Jefferson        | Stany Zjednoczone        | 10.99           | Q     |
| 2       | 7   | Marie Josée Ta Lou-Smith | Wybrzeże Kości Słoniowej | 11.01           | Q     |
| 3       | 8   | Mujinga Kambundji        | Szwajcaria               | 11.05           | q     |
| 4       | 6   | Ewa Swoboda              | Polska                   | 11.08           |       |
| 5       | 5   | Dina Asher-Smith         | Wielka Brytania          | 11.10           |       |
| 6       | 3   | Shashalee Forbes         | Jamajka                  | 11.20           |       |
| 7       | 9   | Boglárka Takács          | Węgry                    | 11.26           |       |
| 8       | 2   | Rani Rosius              | Belgia                   | 11.29           |       |
| 9       | 1   | Zaynab Dosso             | Włochy                   | 11.34           |       |
|         |     |                          |                          | Wiatr: +0.1 m/s |       |

#### Bieg 2
| Pozycja | Tor | Zawodniczka              | Państwo           | Czas            | Uwagi |
| ------- | --- | ------------------------ | ----------------- | --------------- | ----- |
| 1       | 6   | Julien Alfred            | Saint Lucia       | 10.84           | Q     |
| 2       | 7   | Sha'Carri Richardson     | Stany Zjednoczone | 10.89           | Q     |
| 3       | 4   | Gina Mariam Bass Bittaye | Gambia            | 11.10           |       |
| 4       | 8   | Patrizia van der Weken   | Luksemburg        | 11.13           |       |
| 5       | 3   | Imani-Lara Lansiquot     | Wielka Brytania   | 11.21           |       |
| 6       | 9   | Gladymar Torres          | Portoryko         | 11.33           |       |
| 7       | 2   | Bree Masters             | Australia         | 11.34           |       |
| 8       | 1   | Rosemary Chukwuma        | Nigeria           | 11.39           |       |
|         | 5   | Shelly-Ann Fraser-Pryce  | Jamajka           | DNS             |       |
|         |     |                          |                   | Wiatr: -0.1 m/s |       |

#### Bieg 3
| Pozycja | Tor | Zawodniczka       | Państwo           | Czas            | Uwagi |
| ------- | --- | ----------------- | ----------------- | --------------- | ----- |
| 1       | 6   | Tia Clayton       | Jamajka           | 10.89           | Q     |
| 2       | 4   | Daryll Neita      | Wielka Brytania   | 10.97           | Q     |
| 3       | 7   | Twanisha Terry    | Stany Zjednoczone | 11.07           | q     |
| 4       | 8   | Gina Lückenkemper | Niemcy            | 11.09           |       |
| 5       | 5   | Audrey Leduc      | Kanada            | 11.10           |       |
| 6       | 3   | Zoe Hobbs         | Nowa Zelandia     | 11.13           |       |
| 7       | 9   | Delphine Nkansa   | Belgia            | 11.28           |       |
| 8       | 2   | Karolína Maňasová | Czechy            | 11.35           |       |
| 9       | 1   | Leah Bertrand     | Trynidad i Tobago | 11.37           |       |
|         |     |                   |                   | Wiatr: +0.2 m/s |       |

### Finał

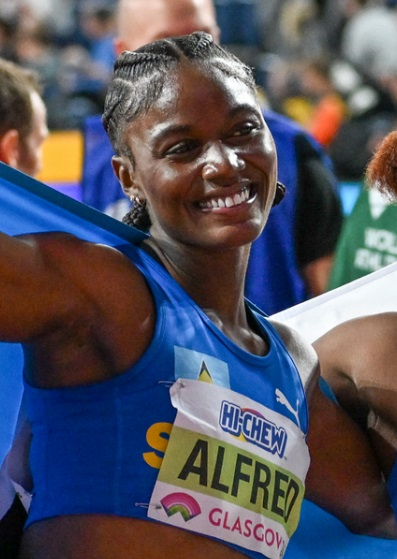
Zwyciężczyni konkursu, reprezentująca Saint Lucię, Julien Alfred

| Pozycja | Tor | Zawodniczka          | Państwo                  | Czas  | Uwagi |
| ------- | --- | -------------------- | ------------------------ | ----- | ----- |
| złoto   | 6   | Julien Alfred        | Saint Lucia              | 10.72 | NR    |
| srebro  | 7   | Sha'Carri Richardson | Stany Zjednoczone        | 10.87 |       |
| brąz    | 5   | Melissa Jefferson    | Stany Zjednoczone        | 10.92 |       |
| 4       | 8   | Daryll Neita         | Wielka Brytania          | 10.96 |       |
| 5       | 9   | Twanisha Terry       | Stany Zjednoczone        | 10.97 |       |
| 6       | 2   | Mujinga Kambundji    | Szwajcaria               | 10.99 |       |
| 7       | 4   | Tia Clayton          | Jamajka                  | 11.04 |       |
| 8       | 3   | Marie Josée Ta Lou   | Wybrzeże Kości Słoniowej | 13.84 |       |